# Вал д'Изер
Вал д'Изер (на френски: Val-d'Isère) е село във Франция, разположено в региона Рона-Алпи, само на 5 км от границата с Италия. Вал д'Изер е много популярен ски-курорт, в който се провеждат стартове от Световната купа по ски алпийски дисциплини. Население 1753 жители към 2006 г.
През 2009 г. тук се провежда Световното първенство по ски алпийски дисциплини.

## Личности
- Жан-Клод Кили, израснал във Вал д'Изер